# Ouren
Pour l’article homonyme, voir Ouren (Burg-Reuland).
Ouren (en russe : Урень) est une ville de l'oblast de Nijni Novgorod, en Russie, et le centre administratif du raïon Ourenski. Sa population s'élevait à 12 450 habitants en 2021.

## Géographie
Ouren se trouve sur la rive droite de la rivière Ousta, dans le bassin de la Volga, à 167 km au nord-est de Nijni Novgorod et à 535 km au nord-est de Moscou.

## Histoire
La première mention d'Ouren remonte à 1719. Le village se nomme alors Triokhsviatskoïé (des Trois Saints) d'après les saints patrons de son église: saints Grégoire de Naziance, Jean Chrysostome et Basile de Césarée. Il est fondé par des vieux-croyants pratiquant l'agriculture et l'élevage. Au XIXe siècle, le village se tourne vers l'artisanat et le négoce autour de son marché.
En juin 1918, un soulèvement anti-bolchévique éclate dans la bourgade et dans ses environs, au cours duquel jusqu'à 3 000 habitants participent à une rébellion armée, dont la plupart sont des vieux-croyants. Elle est reliée au milieu des années 1920 par le chemin de fer. La bourgade reçoit le statut de commune urbaine en 1959 et le statut de ville en 1973.

## Galerie

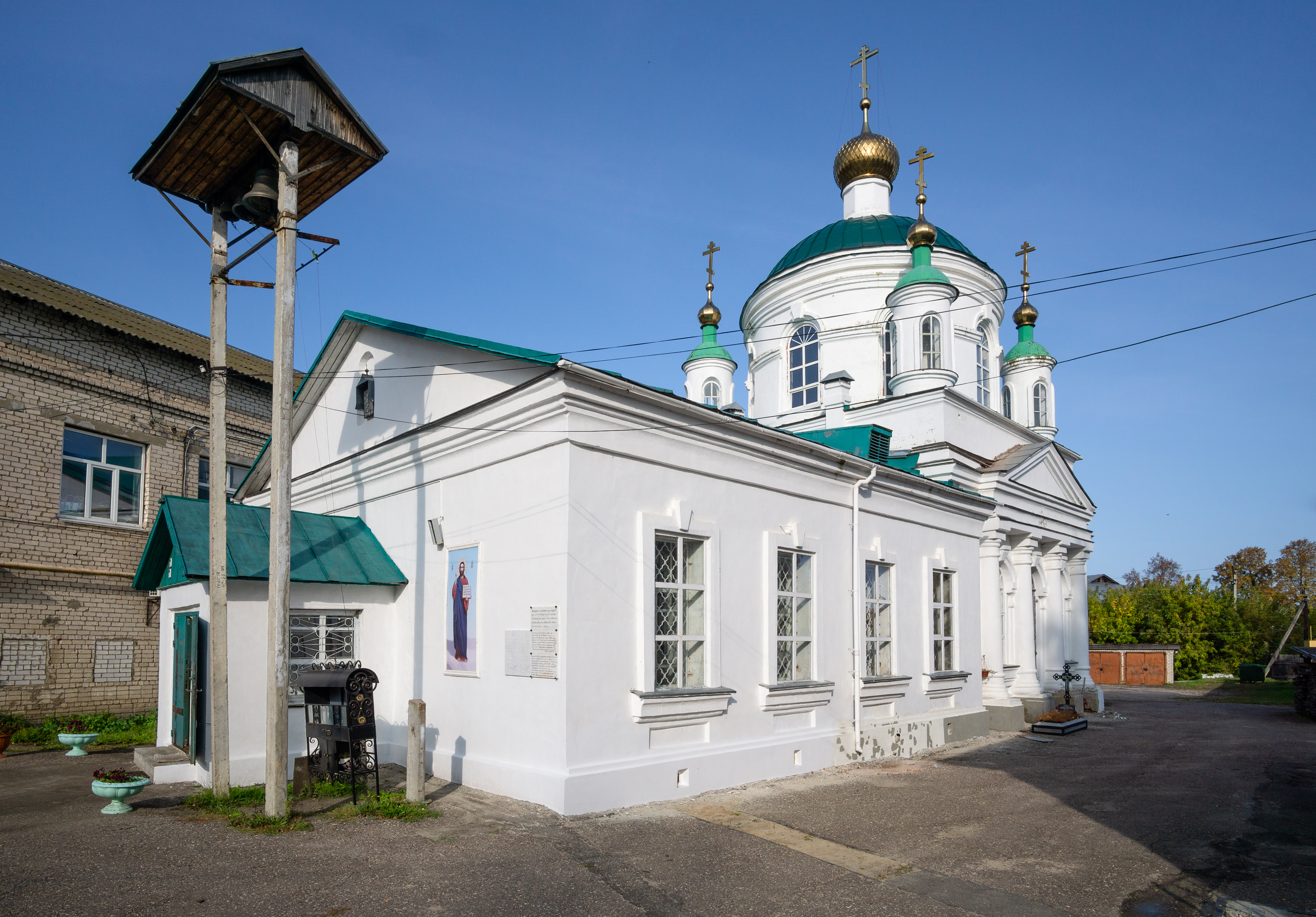
Vue de l'église des Trois-Saints-Grégoire-Jean-Chrysostome-et-Basile
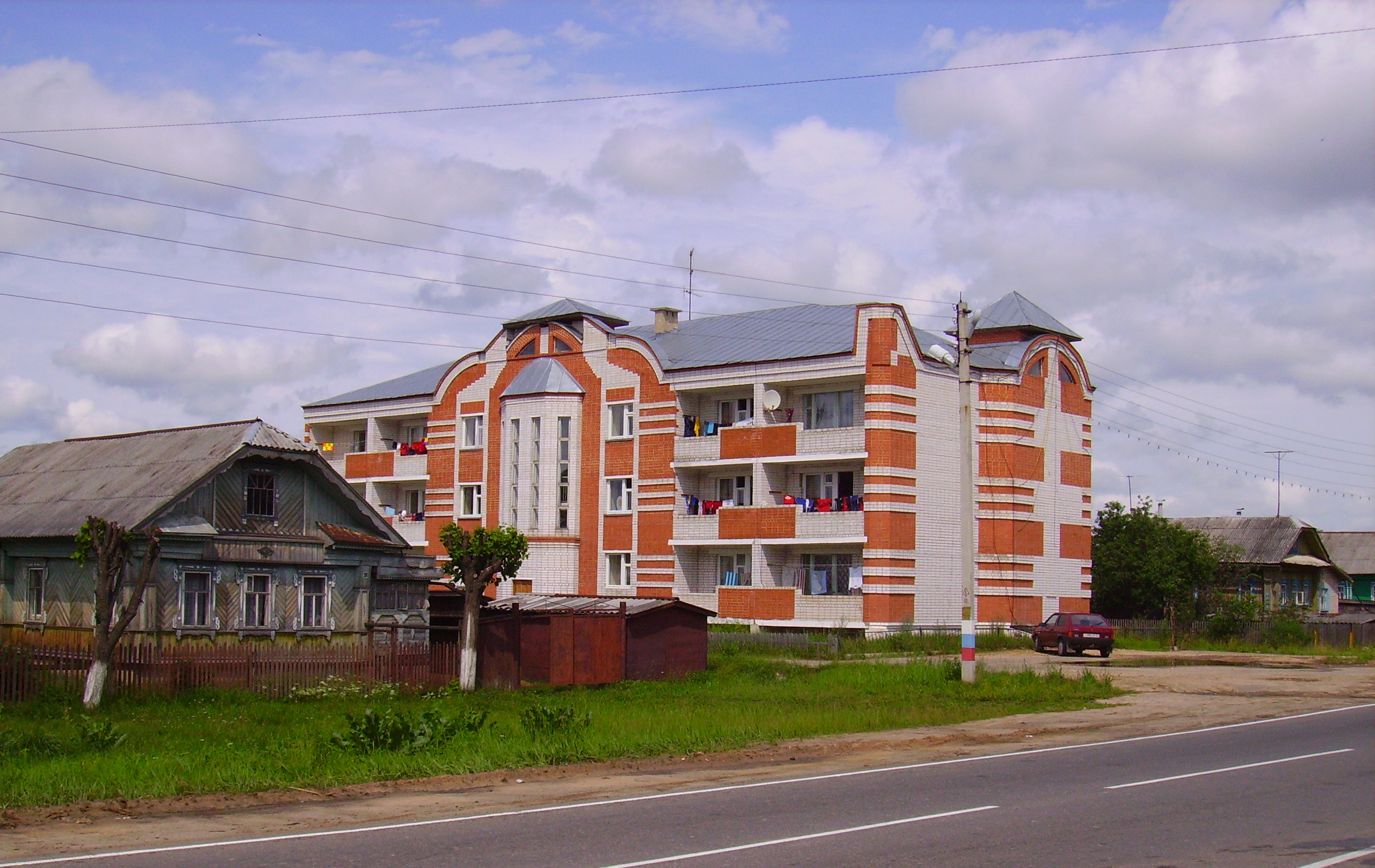
Immeuble à l'ouest de la ville
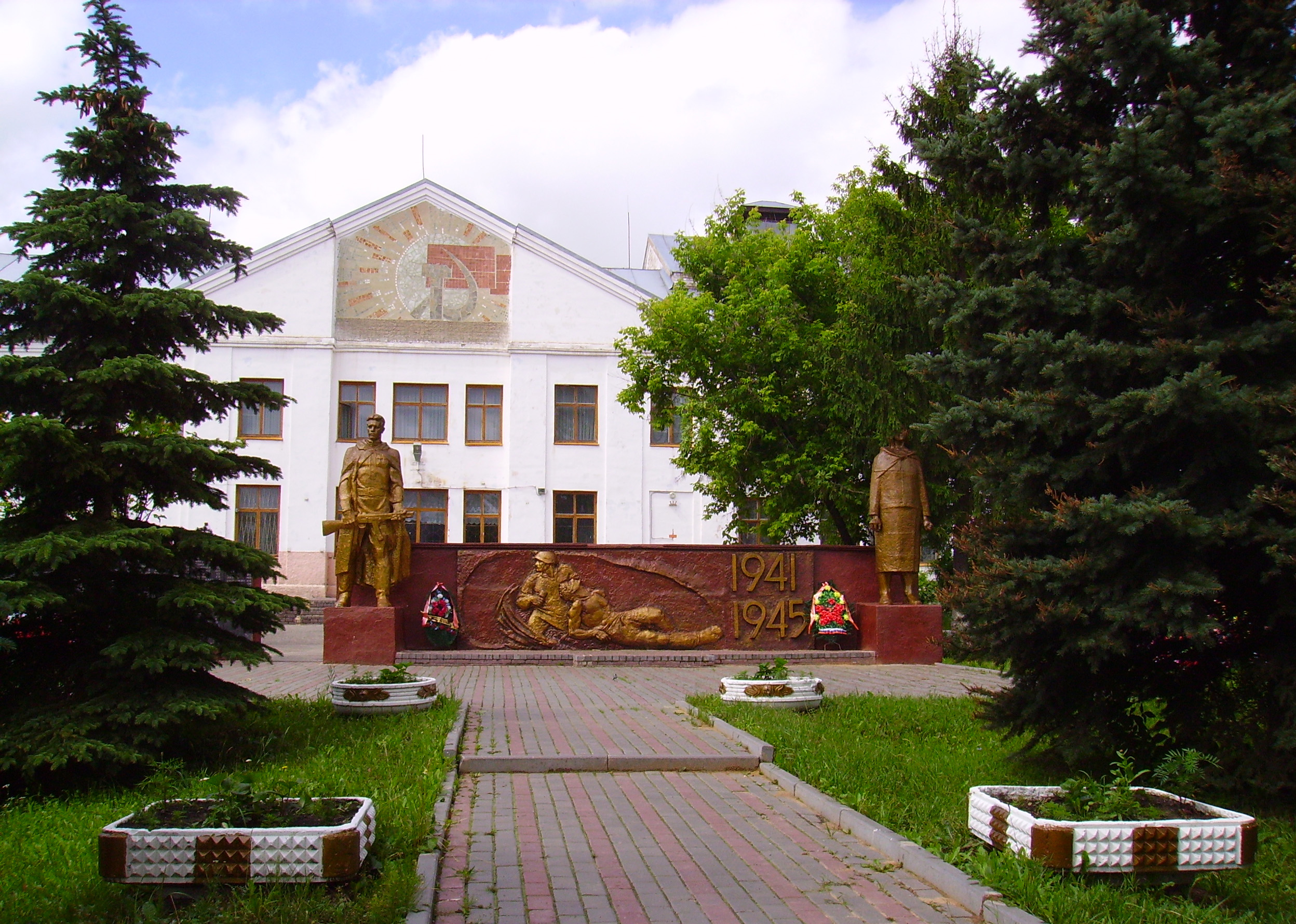
Monument aux morts de la Grande Guerre patriotique
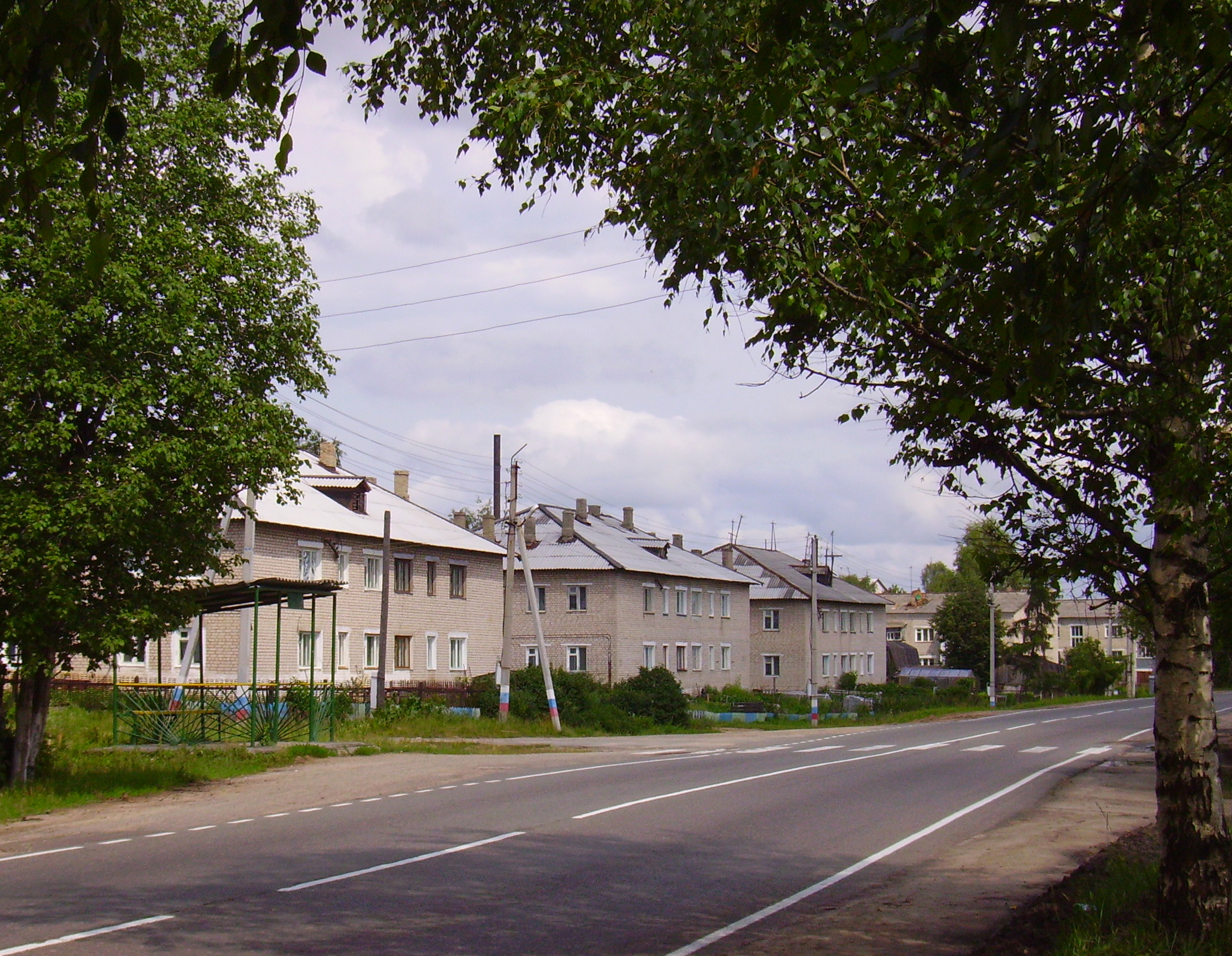
Microraïon de Tcheriomouchki

## Population
Recensements (*) ou estimations de la population
| 1916  | 1959*  | 1970*  | 1979*  |
| ----- | ------ | ------ | ------ |
| 1 342 | 10 762 | 10 591 | 13 116 |

| 1989*  | 2002*  | 2010*  | 2012   |
| ------ | ------ | ------ | ------ |
| 13 560 | 12 558 | 12 304 | 12 129 |

| 2013   | 2016   | 2019   | 2021   |
| ------ | ------ | ------ | ------ |
| 12 088 | 12 257 | 12 205 | 12 450 |